# 1355
Пізнє Середньовіччя •  Реконкіста •  Ганза •  Авіньйонський полон пап •  Монгольська імперія •  Столітня війна

## Геополітична ситуація
Імператором Візантії є Іоанн V Палеолог (до 1376), Карл IV Люксембург — імператором Священної Римської імперії (до 1378). У Франції править Іоанн II Добрий (до 1364).
Апеннінський півострів розділений: північ належить Священній Римській імперії, середню частину займає Папська область, південь належить Неаполітанському королівству. Деякі міста півночі: Венеція, Піза, Генуя тощо, мають статус міст-республік. Триває боротьба гвельфів та гібелінів.
Майже весь Піренейський півострів займають християнські Кастилія і Леон, де править Педро I (до 1366), Арагонське королівство та Португалія, під владою маврів залишилися тільки землі на самому півдні. Едуард III королює в Англії (до 1377), Магнус Еріксон є королем Швеції (до 1364), а його син Гокон VI — Норвегії (до 1380), королем Польщі — Казимир III (до 1370). У Литві княжить Ольгерд (до 1377).
Руські землі перебувають під владою Золотої Орди. Триває війна за галицько-волинську спадщину між Польщею та Литвою. Польський король Казимир III захопив Галичину, литовський князь Ольгерд — Волинь.
У Києві править князь Федір Іванович. Ярлик на володимирське князівство має московський князь Іван II Красний (до 1359).
Монгольська імперія займає більшу частину Азії, але вона розділена на окремі улуси, що воюють між собою. У Китаї, зокрема, править монгольська династія Юань. У Єгипті владу утримують мамлюки. Мариніди правлять у Магрибі. Делійський султанат є наймогутнішою державою Індії. В Японії триває період Муроматі.
Цивілізація майя переживає посткласичний період. Почали зароджуватися цивілізація ацтеків та інків.

## Події
- Польща і Литва уклали мирну угоду, яка закріпила розподіл Русі.
- Литовський князь Ольгерд почав завоювання Чернігівського князівства.
- 5 квітня, через дев'ять років після обрання його главою Священної Римської, імперії Карл IV Люксембурзький вінчався у Римі імператорською короною.
- Французькі Генеральні штати почали обговорення великого ордонансу, що обмежив би права короля.
- У Венеції Рада десяти стратила дожа Марино Фальєро за спробу державного перевороту.
- Венеція та Генуя уклали між собою мир.
- Португальський король  Афонсо IV послав убивць до коханки свого сина Педру I Інес де Кастро.
- В англійському Оксфорді відбулося грандіозне побоїще між студентами та містянами, що тривало два дні й забрало життя 63 студентів і близько 30 містян. Побоїще отримало назву погром у День святої Схоластики.
- Царем Сербії став Стефан Урош V.
- Імператор Візантії Іоанн V Палеолог написав папі римському Іннокентію VI листа з пропозицією об'єднання церков в обмін на військову допомогу.

## Померли
- 20 грудня — У віці близько 47-и років помер Стефан Душан, король Сербії з 1331 року, полководець.